# Брошенная (фильм, 1949)
«Брошенная» (англ. Abandoned) — фильм нуар режиссёра Джозефа М. Ньюмана, вышедший на экраны в 1949 году.
Основанный на реальных газетных материалах, фильм рассказывает о молодой девушке из небольшого городка (Гейл Сторм) и журналисте (Деннис О’Киф), которые при содействии полиции разоблачают и уничтожают действовавшую в Лос-Анджелесе преступную сеть незаконной торговли новорождёнными детьми.

## Сюжет
Молодая привлекательная девушка Пола Консидайн (Гейл Сторм) приехала в Лос-Анджелес из небольшого городка в Пенсильвании в поисках своей сестры Мэри, о которой она ничего не слышала в течение нескольких недель. Перед окончанием рабочего дня она обращается в городское агентство по розыску пропавших, где с ней знакомится газетный репортёр Марк Ситко (Деннис О’Киф), который находится в поисках материала для очередной статьи. Марк предлагает Поле проводить её, на улице замечая, что за ней кто-то следит. Марк хватает преследователя, которым оказывается частный детектив Керриком (Рэймонд Бёрр), которого отец Полы нанял, чтобы проследить сначала за Мэри, а теперь и за Полой. Марк вместе с Полой и Керриком приезжает в городской морг, где в книге регистрации неопознанных трупов Пола обнаруживает фотографию своей сестры. По официальному заключению коронера, Мэри покончила жизнь самоубийством, отравившись окисью углерода в салоне угнанного автомобиля. Однако Пола не верит в то, что Мэри могла себя убить, так как совсем недавно она родила девочку, и, кроме того, она не умела водить машину. Оставшись с Марком наедине, Пола рассказывает, что она не нашла никакого следа ребёнка Мэри, даже записи о его рождении в больнице, из которой Мэри ей писала. Пола рассказывает, что Мэри сбежала из дома после смерти матери, когда её отношения с отцом резко ухудшились. Вернувшись в редакцию, Марк проверяет по своим источникам информацию о Мэри, выясняя, что она никогда не была замужем и что у неё никогда не было водительских прав, при этом он не может обнаружить и никаких следов её ребёнка. Тем временем Керрик приходит к миссис Доннер (Марджори Рэмбю), пожилой властной женщине, которая ходит, опираясь на трость, рассказывая ей о Марке и Поле. В ходе разговора выясняется, что миссис Доннер руководит нелегальной фирмой по усыновлению новорождённых детей, и именно она организовала убийство Мэри после того, как та попыталась вернуть своего ребёнка, проданного приёмным родителям. Хотя миссис Доннер не беспокоится по поводу Марка и Полы, Керрик, который в своё время угрозами и шантажом заставил Мэри прийти к миссис Доннер, боится, что об этом станет известно.
Марк в редакции анализирует газетные материалы, касающиеся исчезновения детей, приходя к заключению, что Мэри могла стать жертвой банды, торгующей грудными детьми. При очередной встрече с Полой Марк выясняет у неё, что перед родами Мэри оказала финансовую помощь какая-то дама, после чего отвозит Полу к шефу полиции Макрэю (Джефф Чандлер), который обещает оказать помощь, однако только когда появятся серьёзные основания для расследования. Марк и Пола отправляются в больницу, где рожала Мэри, однако ни одна из пяти сестёр в родильном отделении не узнаёт Мэри по фотографии. После этого Марк вместе с Полой встречается с одним из своих постоянных информаторов, барменом по имени Эдди, который рассказывает ему о подпольном бизнесе торговле новорождёнными детьми. Эдди даёт Марку наводку на одного из подпольных букмекеров, благодаря информации которого через нескольких посредников Марк и Пола в конце концов выходят на массажисту в турецких банях Доку Тилсону. Постоянно следивший за парой Керрик сообщает об этом по телефону миссис Доннер, которая в свою очередь связывается с гангстером Малышом Деколой (Уилл Кулува), который обеспечивает силовое прикрытие её бизнесу. Придя на сеанс массажа к Тилсону, Марк выдаёт себя за желающего купить ребёнка, однако в этот момент массажисту звонит Декола, требуя немедленно прекратить всяческие переговоры с Марком. Не добившись успеха с Тилсоном, Марк и Пола пытаются представить, куда могла бы обратиться за помощью Мэри накануне родов, предполагая, что это могла быть Армия спасения, в ведении которой находится дом для матерей-одиночек. Заметив в парке, что за ними следит Керрик, Марк нанимает уличных мальчишек, с помощью которых избавляется от его преследования. В Доме Армии спасения его руководительница, майор Росс (Жанетт Нолан) рассказывает, что Мэри жила у них некоторое время, но покинула дом незадолго до родов. Она знакомит Марка и Полу с беременной девушкой Дотти Дженсен (Мег Рэндалл), которая подружилась с Мэри. Дотти рассказывает, что однажды к Мэри пришли мужчина и пожилая женщина с тростью, разговор с которыми шёл на повышенных тонах. Однако после этой встречи у Мэри появились деньги, и вскоре она покинула дом, оплатив все расходы за своё пребывание, и больше о ней ничего не было слышно. Марк и Пола приводят майора Росс и Дотти к шефу полиции Макрэю, где Росс рассказывает о нелегальном бизнесе по торговле детьми. В конце концов, Макрэй принимает решение уничтожить эту банду, а Дотти соглашается выступить в качестве наживки. Макрэй подключает к разоблачению преступников весь свой потенциал, устанавливая прослушивающую аппаратуру и наружное наблюдение у дома Армии спасения, а также окружает его агентами в штатском на автомобилях. Вскоре полиции удаётся устроить встречу Дотти с миссис Доннер, записав на плёнку их разговор, в ходе которого миссис Доннер предложила Дотти финансовую помощь в обмен на её ребёнка. Полиция скрытно наблюдает за тем, как миссис Доннер перевозит Дотти в свой дом. Тем же вечером к миссис Доннер под видом супружеской пары, желающей усыновить ребёнка, приезжают Марк и Пола. Миссис Доннер объясняет, что она организует дело так, что ребёнка в роддоме сразу зарегистрируют на имя Полы, и её имя будет указано в свидетельстве о рождении как матери ребёнка, что позволит избежать ненужных проблем с легальным усыновлением. Встретившись с мисс Дженсен, ребёнка которой Марк и Пола якобы должны будут получить, они уходят, заплатив миссис Доннер аванс. В этот момент их замечает Керрик, который сообщает миссис Доннер о том, кто они такие. Марк и Пола рассказывают Макрэю, что миссис Доннер регистрирует новорождённых детей сразу на приёмных родителей, из чего следует, что одна из пяти сестёр в родильном отделении работает на преступников.
Тем временем, решив бежать, Керрик звонит миссис Спенс (Рут Сандерсон), женщине, которая удочерила ребёнка Мэри, и требует, чтобы она вернула купленного ребёнка, так как полиция начала расследование по поводу незаконного усыновления. Кроме того, он требует с неё две тысячи долларов, чтобы замять это дело. Затем он звонит Поле, предлагая ей выкупить ребёнка Мэри за полторы тысячи долларов. Пола соглашается с планом Керрика и, в соответствии с его требованиями в одиночку приезжает за ребёнком. Отдав деньги, Пола забирает ребёнка, однако Керрик запирает её в арендованной им квартире до следующего утра. На улице на Керрика нападает Декола со своим подручным Хоппом (Майк Мазурки), которые доставляют его к миссис Доннер. С помощью избиений и пыток они добиваются от Керрика признания в том, что он перепродал Поле ребёнка Мэри, оставив в арендованной им комнате, после чего в завязавшейся драке Хопп душит Керрика. Миссис Доннер поручает Деколе и Хоппу убить Полу и ребёнка, отравив их выхлопными газами, как они уже проделали это с Мэри, при этом устроить дело так, что во всём виновен Керрик. В этот момент у Дотти начинаются схватки, и миссис Доннер вынуждена срочно везти её в больницу, договорившись с сестрой Салли. Из больницы Дотти пытается дозвониться Макрэю, однако сестра Салли запрещает ей пользоваться телефоном. Макрэй по телефону сообщает Марку, что миссис Спенс пришла в полицию и рассказала, как купила у миссис Доннер ребёнка, и что этим вечером Керрик отобрал его. Полиция срочно направляется в дом миссис Доннер, а Марк, выходя из своего номера, обнаруживает под дверью записку Полы, в которой та сообщает, что уехала на встречу с Керриком, у которого находится девочка Мэри. Миссис Доннер, Декола и Хопп забирают Полу с ребёнком и увозят с собой. Тем временем прибывшие Макрэй и Марк обнаруживают в доме миссис Доннер только тело убитого Керрика. Выяснив, что Дотти исчезла, Марк и Макрэй срочно направляются в больницу, где Дотти рассказывает им о подслушанном ей плане миссис Доннер и Деколы убить Полу с ребёнком в том же месте, где была убита и Мэри, свалив вину за убийство на Керрика. Марк с полицией приезжает на стоянку строящегося загородного клуба, куда преступники привезли Полу с ребёнком. Заметив полицию, миссис Доннер бросает Деколу и Хоппа и пытается скрыться на автомобиле, однако Декола стреляет в машину, в результате чего она налетает на стену и разбивается. Миссис Доннер и её шофёр гибнут в аварии, после чего Макрэй преследует Деколу, а Марк отправляется спасать Полу и ребёнка. Декола начинает стрелять, а Хопп набрасывается на Марка, но ему удаётся сбросить бандита в лестничный пролёт. Марк спасает Полу с ребёнком, извлекая их из машины, а Макрэй тем временем в перестрелке убивает Деколу. Некоторое время спустя Макрэй, Марк и Пола навещают в больнице только что родившую Дотти, читая газетный заголовок о разгроме банды торговцев детьми. Марк и Пола планируют пожениться и удочерить ребёнка Мэри.

## В ролях
- Деннис О’Киф — Марк Ситко
- Гейл Сторм — Пола Консидайн
- Марджори Рэмбю — миссис Леона Доннер
- Рэймонд Бёрр — Керрик
- Уилли Кулува — Малыш Декола
- Джефф Чандлер — шеф полиции Макрэй
- Мег Рэндалл — Дотти Дженсен
- Жанетт Нолан — майор Росс
- Дэвид Кларк — Гарри, шофёр миссис Доннер
- Майк Мазурки — Хопп

## Создатели фильма и исполнители главных ролей
В 1930-е годы режиссёр фильма Джозеф М. Ньюман дважды номинировался на Оскар в ныне несуществующей категории «ассистент режиссёра» за работу над драмой «Давид Копперфильд» (1935) и над музыкальной мелодрамой «Сан-Франциско» (1936). «Брошенная» был третьим по счёту и первым значимым фильмом Ньюмана в качестве режиссёра. В дальнейшем его наиболее успешными режиссёрскими работами были фильмы нуар «711 Оушен Драйв» (1950) и «Опасный круиз» (1953), а также фантастическая лента «Этот остров Земля» (1955).
Деннис О’Киф был плодовитым характерным актёром и исполнителем главных ролей, который начал работать в кино ещё в первой половине 1930-х годов. В начале карьеры он преимущественно специализировался на жанре комедии, однако во второй половине 1940-х годов сделал успешную карьеру в фильмах нуар, сыграв главные роли в таких значимых картинах, как «Агенты казначейства» (1947), «Грязная сделка» (1948), «Идти преступным путём» (1948) и «Женщина в бегах» (1950) . Гейл Сторм дебютировала в кино в 1940 году, сыграв свои наиболее памятные роли в музыкальной комедии «Это случилось на Пятой авеню» (1947) и фильмах нуар «Криминальная история» (1950) и «Между полночью и рассветом» (1950). Однако настоящая слава к ней пришла в 1950-е годы, когда она играла в ситкомах «Моя малышка Марджи» (1952—55, 126 эпизодов) и «Шоу Гейл Сторм: О! Сюзанна» (1956—60, 126 эпизодов). В 1955-57 годах она также добилась большого успеха как певица, когда 11 её хитов вошли в Billboard Hot 100.

## История создания фильма
Согласно закадровому вступлению к фильму, он основан на реальном материале. Как было отмечено в статье в Daily Variety, сценарий Ирвинга Гилгуда «был основан на разоблачительном материале по усыновлению детей, который был опубликован в газете Los Angeles Mirror». Согласно журналу «Голливуд репортер», лейтенант полиции Гарри Дин, который двумя годами ранее был главным следователем по делу об «усыновлении грудных детей» в Лос-Анджелесе, был назначен техническим консультантом этой картины.
Отдельные сцены фильма снимались на натуре в Лос-Анджелесе и его окрестностях.
Фильм первоначально вышел под названием «Брошенная женщина», и, согласно Daily Variety от 25 октября 1949 года, название было изменено перед самым началом проката в Лос-Анджелесе. Между тем, газеты «Лос-Анджелес Таймс» и «Нью-Йорк Таймс» успели отрецензировать фильм под названием «Брошенная женщина».

## Критика

### Общая оценка фильма
После выхода фильма на экраны он получил в целом позитивные, но сдержанные оценки критики. Так, кинообозреватель «Нью-Йорк Таймс» А. Х. Уейлер пришёл к заключению, что кинокомпания Universal-International «не смогла удивить зрителя, взявшись за расследование проблемы чёрного рынка детей в этом фильме». По мнению критика, несмотря на заверения рекламы, эта картина далека от того, чтобы стать «самой сенсационной картиной года». И вообще термин «сенсационный» вряд ли подходит в данном случае, так как «это прежде всего быстрый триллер, который просто указывает на коварное зло, после чего идёт традиционным мелодраматическим путём к кульминационному уничтожению банды по усыновлению детей», «и в этом качестве предстаёт как рутинный номер о копах и гангстерах».
Современный историк кино Карл Мачек отмечает, что это «первая и наиболее значимая мелодрама, которая построена на сенсационной тематике» незаконной торговли грудными детьми. При этом, по его словам, в этой картине «есть несколько элементов, которые позволяют воспринимать „Брошенную“ как фильм нуар, прежде всего, это операторская работа Уильяма Дэниелса, который в 1920-е годы работал с такими режиссёрами, как Эрих фон Штрогейм, а непосредственно перед „Брошенной“ получил Оскар за съёмки полудокументального нуара „Обнажённый город“ (1948)». Вместе с тем, по мнению Мачека, связанная с тематикой картины «морализирующая интонация оттеснила на второй план его нуаровые качества. В итоге фильм использовал лишь внешний облик и некоторые приёмы фильма нуар, однако не пошёл по пути характерной нуаровой безнадёжности». Спесер Селби полагает, что это «стандартная разоблачительная мелодрама с впечатляющей нуаровой картинкой», в которой газетный репортёр вместе с сестрой умершей молодой матери раскрывает зловредную преступную организацию по усыновлению детей. Майкл Кини охарактеризовал фильм как «быструю криминальную драму», в которой однако «совсем немного экшна». А историк кино Деннис Шварц назвал его «мелодраматической нуаровой историей, которая показывает тёмную сторону Лос-Анджелеса», далее написав, что фильм рассказывает о том, что случается с теми, «кто приезжает в Лос-Анджелес из маленьких городов, и кого засасывает в его грязь, если они не могут убежать от собственных скрытых грехов». По словам критика, «идея фильма взята из тех шокирующих историй, которые появляются в ежедневных газетах», а сама «история рассказана в почти документальном разоблачительном стиле». Анализируя социальные аспекты картины, Шварц отмечает, что главные герои фильма, которые в скором времени станут мужем и женой, «разделяют те же ценности среднего класса, что и большинство подобных им американских граждан послевоенного периода. Он будет продвигаться по работе, устанавливая хорошие связи с полицейскими, а затем женится на милой девушке из небольшого городка до того, как её испортит большой город. После этого он с большой степенью вероятности переедет вместе с ней в пригород и будет жить счастливо».

### Оценка работы режиссёра и творческой группы
Уейлер отметил работу режиссёра Джо Ньюмана, который с самого начала и до конца фильма «быстро, хотя и без особой фантазии перемещает своих актёров по аутентичной местности Лос-Анджелеса». Особого внимания критики удостоилась работа оператора Уильяма Дэниелса. В частности, Карл Мачек отметил, что он «привнёс в Лос-Анджелес зловещую, почти сюрреалистическую, визуальную враждебность. Показ им в тёмных тонах промокших от дождя улиц при косом контрастном освещении создаёт атмосферу, которая подчёркивает нуаровый характер истории». Шварц также высказал мнение, что «фильм особенно значим красивой операторской работой Уильяма Дэниэлса, который придаёт ему великолепный зловещий вид, в то время как сценарий показывает цинизм преступников, средств массовой информации и полиции».

### Оценка актёрской игры
Уейлер высоко оценил работу основных актёров, написав, что «Гейл Сторм естественна и увлекательна в роли мучающейся молодой леди, которой удаётся спасти свою племянницу», а «Деннис О’Киф в роли нахального, бесстрашного и очаровательного газетчика и её романтического партнёра, смотрится скорее как вымышленный, чем как реальный герой». Далее Уейлер выделил также «Джеффа Чандлера, который грамотно создаёт образ шефа полиции, а также Марджори Рэмбю в роли вдовствующей главы банды, которая охотится на неосмотрительных матерей-одиночек». Обращают на себя внимание также Уилл Кулува в роли гангстера с садистскими наклонностями, Рэймонд Бёрр в роли работающего на обе стороны частного детектива, и Мег Рэндалл в качестве беременной женщины, которая помогает раскрыть банду". Вместе с тем, по словам Уейлера, «актёрская игра также не стала сенсацией», как и сам фильм.
Шварц подчёркивает, что «у героя О’Кифа нет типичных грехов, вроде бутылки, женщин или азартных игр. Он настолько чист, насколько только может быть чист нуаровый герой в такого рода фильмах. Единственное, что делает его нуаровым персонажем, это его циничный взгляд на мир и готовность пойти на всё, чтобы получить то, что он хочет. Он самоуверенный умник с ярко выраженной, но глубоко спрятанной тёмной стороной, поскольку подразумевается, что он выступает на стороне хороших парней». Эриксон заметил, что те «зрители, которые знают Гейл Сторм по её многолетней игре в комических телесериалах „Моя маленькая Мэрджи“ и „О! Сюзанна“, будут удивлены её сдержанной драматичной игрой в этой картине».
Вместе с тем, особое внимание в картине привлекли к себе артисты, сыгравшие отрицательные роли. Так, Шварц обращает внимание на то, что «нуаровые черты придают фильму его бандиты, во-первых, это Бёрр, единственная мысль которого относительно участия в убийстве следующая: „Надо было остановиться на шантаже и мелких кражах“. Во-вторых, это садист Кулува, который получает удовольствие от того, что поджигает жертвам подмышки. В-третьих, это Мазурки, чья ухмылка идеально подходит для нуаровых бандитов, и, наконец, Рэмбю, которая уничтожает семьи своей алчностью и злобой». Мачек также отмечает игру, таких «классических нуаровых бандитов, как Рэймонд Бёрр и Майк Мазурки, которые вносят в картину элемент гротеска», их игру выделяет также и Эриксон. Кини пишет, что «Бёрр великолепен как всегда, на этот раз сыграв нечистого на руку, нервного частного следователя», который заявляет: «Я был просто счастлив, если бы мы совершали свои убийства в штате, где нет смертной казни».